# Fatehpur Sikri
Fatehpur Sikri é uma cidade indiana abandonada com aproximadamente 500 anos, e que permanece em ótimo estado de conservação. Fatehpur Sikri foi construída no século XVI em estilo indo-islâmico. Apenas catorze anos depois da sua construção ela foi abandonada por falta de água. Em 1568, o Imperador Akbar não tinha herdeiros que o substituíssem e foi à procura de ajuda mística, com Shaikh Salim Chisti, que morava na vila de Sikri. A profecia do santo veio a se confirmar e nasceu o primeiro dos três sucessores do imperador. Assim, Akbar, que era um grande construtor, planejou uma cidade que seviria de apoio à capital do império, Agra, e escolheu que ficasse próxima de Sikri. A cidade foi matematicamente construída, em arenito vermelho e permanece totalmente preservada.

## Galeria

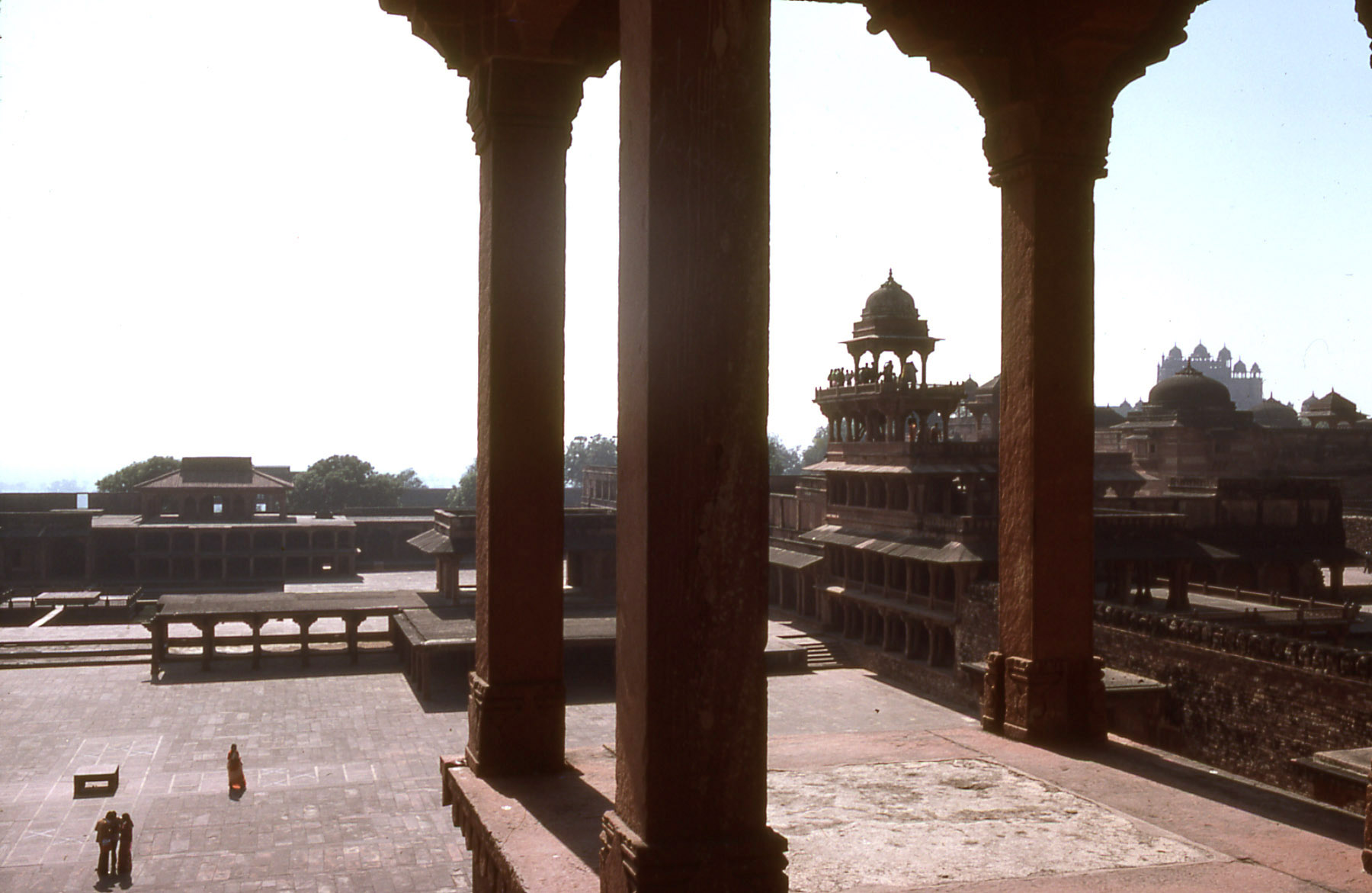
Vista Geral de Fatehpur Sikri
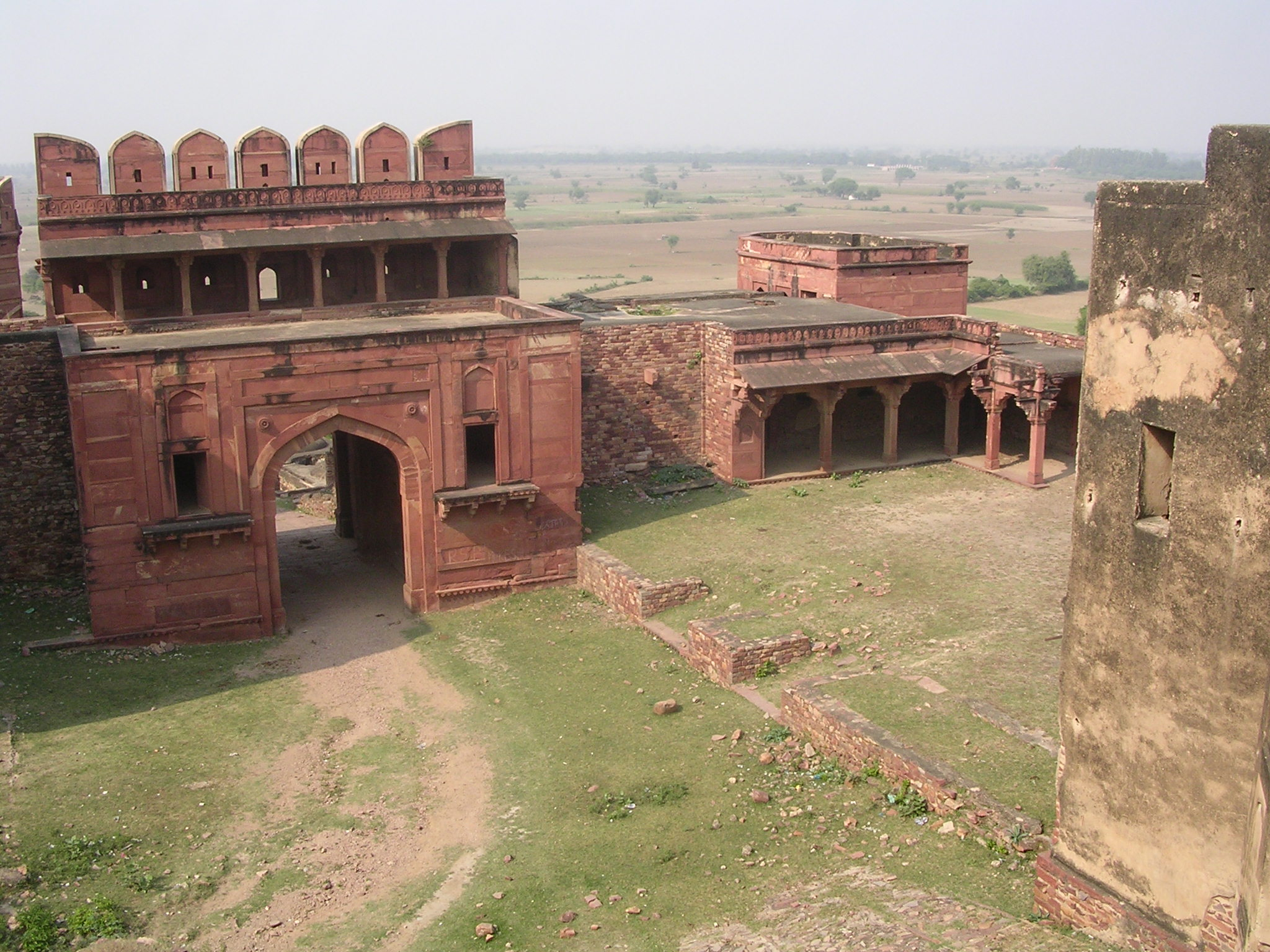
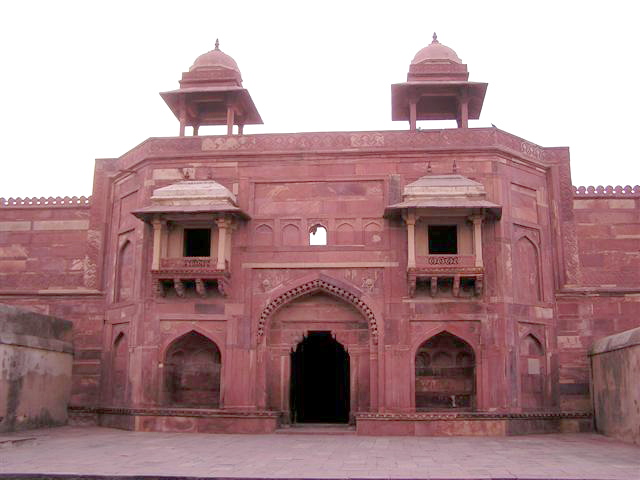
Entrada para um Harém em Fatehpur Sikri

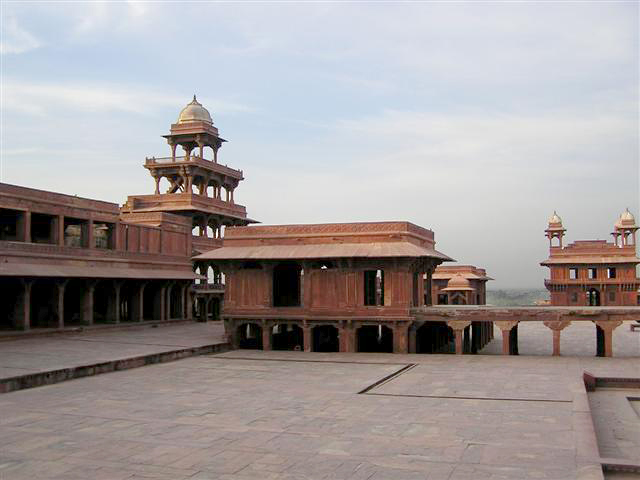
Panch Mahal e Sala de Audiências em Fatehpur Sikri
Vista panorâmica de Fatehpur Sikri
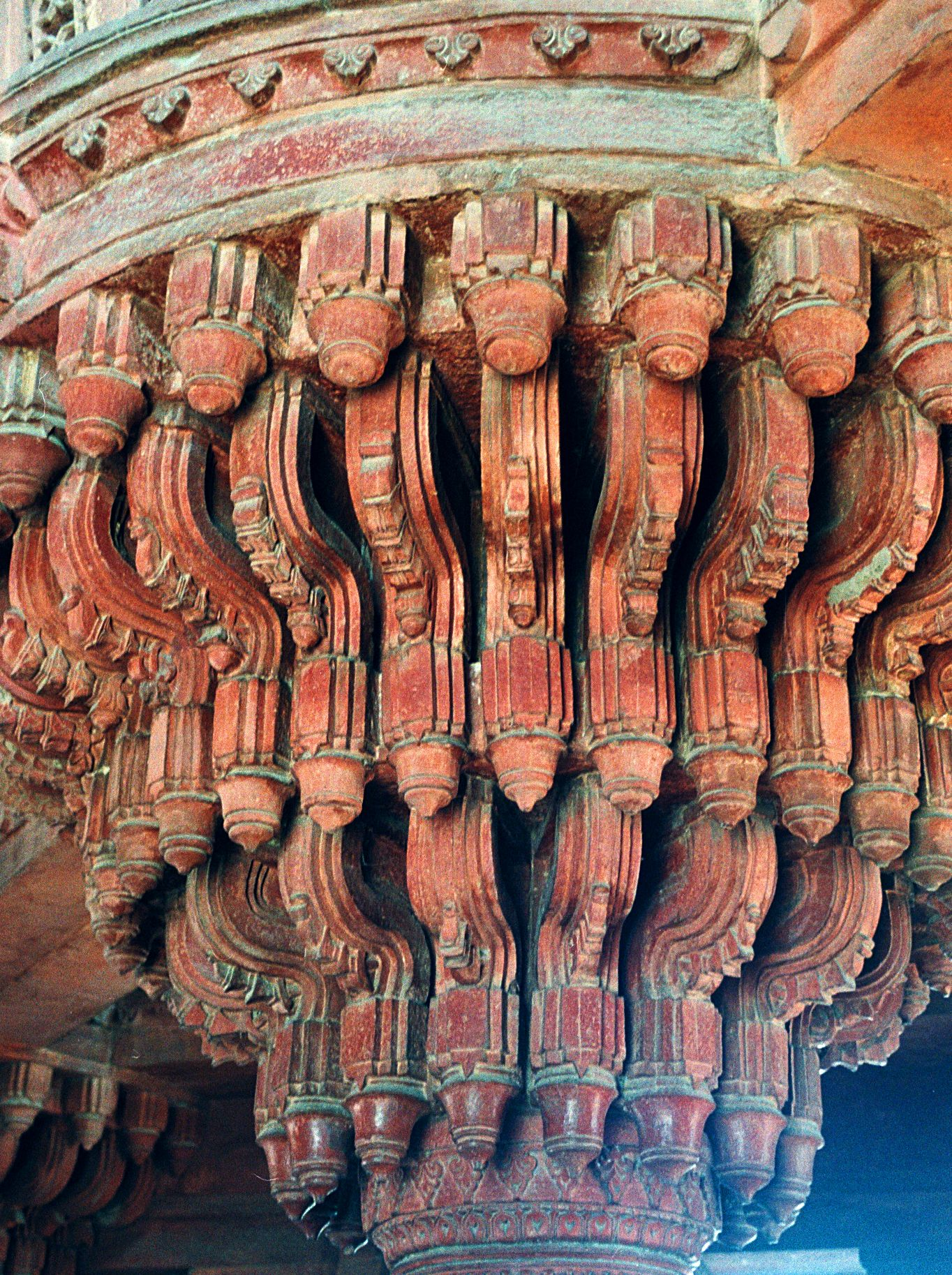
Pilar decorado em Fatehpur Sikri

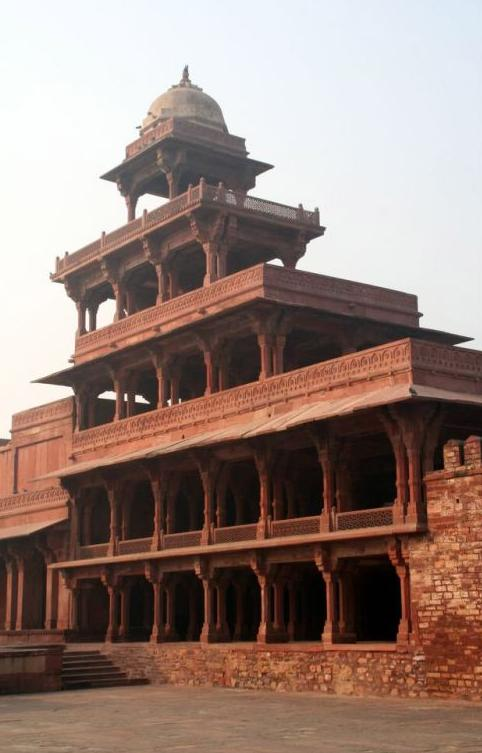
Outra vista do Panch Mahal
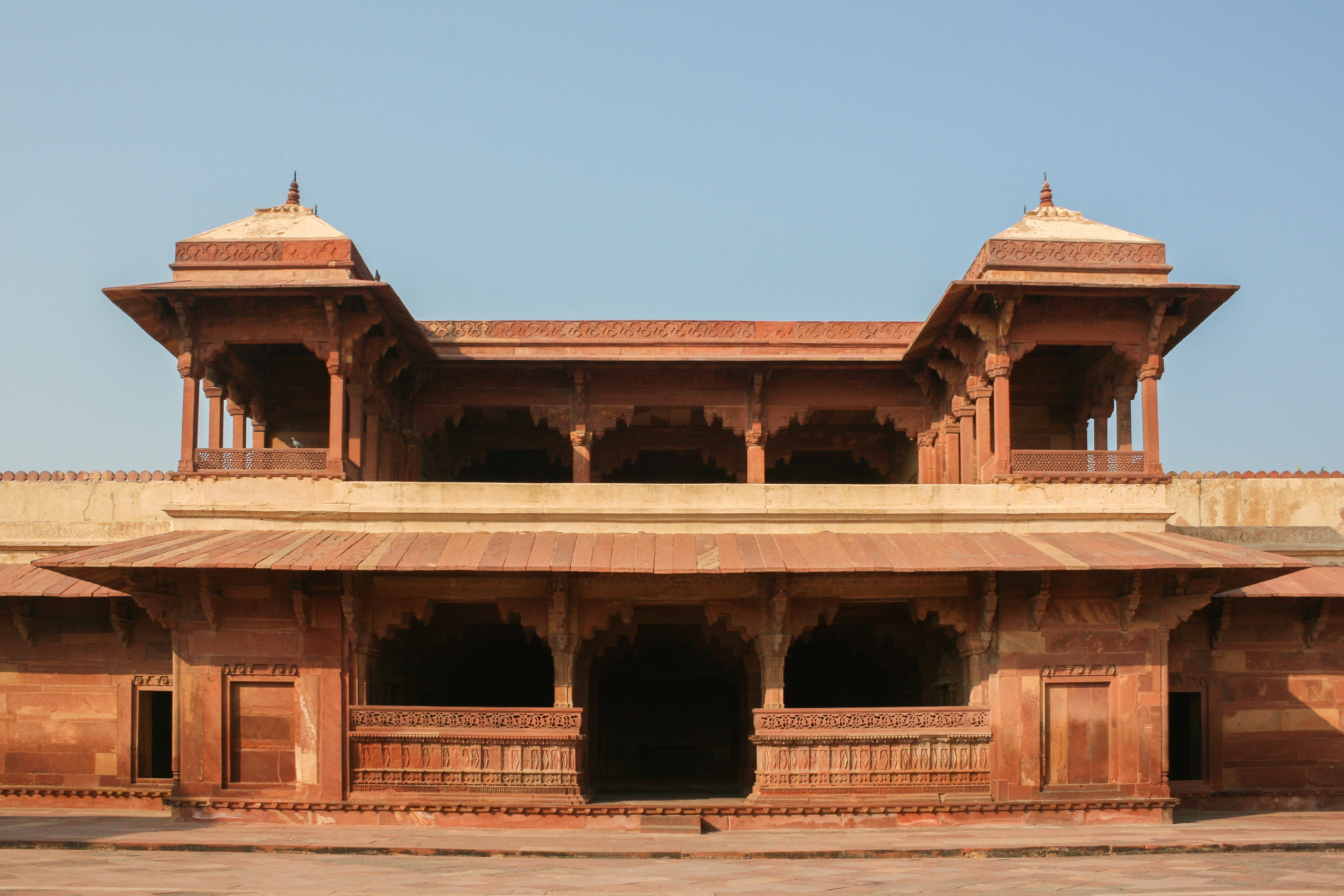
Shabistan-i Iqbal.